# Gastown Grand Prix
Le Global Relay Gastown Grand Prix est une course cycliste canadienne disputée sur une journée au mois de juillet à Gastown, le quartier le plus ancien de Vancouver, en Colombie-Britannique. La course fait partie du BC Superweek, une série de neuf courses organisées durant dix jours au mois de juillet, dans la grande région de Vancouver.

## Histoire
L'épreuve nait de l'initiative de Roger Sumner, un dentiste local et coureur cycliste accompli. Il désire ainsi organiser une épreuve cycliste facile d'accès pour la grand public, afin de promouvoir le cyclisme en compétition au Canada. Il a lui-même pris le départ de son épreuve jusqu'en 1978. Pour ses trente années de service au sport en tant qu'entraineur, coureur, manager et organisateur de course, Sumner sera intronisé au Temple de la renommée de la Colombie-Britannique. Il meurt en 2000, percuté par une voiture alors qu'il était sur son vélo.

### Première édition
Le premier Gastown Grand Prix a lieu en 1973. La course se termine par la victoire du sprinteur Bill Wild, devant un Néo-Zélandais et le triple champion du Canada Max Grace. Comme récompense, Bill hérite d'une télé en couleurs.

### Premières années
Durant les années 1970, les Canadiens Max Grace, Brian Keast et David Watkins inscrivent notamment leur nom au palmarès de l'épreuve. En 1976, 122 coureurs du Canada et du Mexique se présentent pour disputer la course. En 1977, les cyclistes américains font leur première apparition au critérium, avec 25 coureurs originaires du pays au départ. L'un de leurs coureurs se nomme Davis Phinney, alors âgé de 18 ans. Il sera par la suite médaillé olympique et remportera deux étapes du Tour de France. En 1979, le Canadien Alex Stieda, alors champion national sur piste junior, fait sa première apparition sur la course. Il percute malencontreusement un piéton durant l'épreuve, incident qui se révèle néanmoins sans gravité. En 1980, Stieda, toujours junior, signe son premier succès à Gastown, face à une foule d'environ 20 000 personnes. Il deviendra plus tard le premier nord-américain à porter le maillot jaune au Tour de France.

### Émergence d'équipes professionnelles
Les années 1980 marquent l'arrivée des premiers cyclistes professionnels au Grand Prix. Le professionnel Ron Hayman signe ainsi trois succès consécutifs sur l'épreuve. Hayman est à l'époque l'un des meilleurs cyclistes canadiens de son pays. Lors de sa seconde victoire sur l'épreuve en 1982, il devance Alex Stieda et Bernie Willock, un coureur de l'équipe nationale canadienne. L'Américain Eric Heiden, cinq fois médaillé d'or olympique en patinage de vitesse, échoue quant à lui au pied du podium de cette édition marquante. Les cyclistes féminines commencent également à s'établir au GP, avec l'apparition d'une compétition réservée aux femmes. La championne du Canada Verna Buhler s'adjuge l'épreuve féminine en 1981. Elle gagne également les deux éditions suivantes.
La formation 7-Eleven domine la course au milieu des années 80, avec de nombreux podiums pour ses coureurs. Tout d'abord équipe amateur à création en 1981, elle accède au niveau professionnel à partir de la saison 1985. Les membres de l'équipe vainqueurs du grand prix à cette période sont Brian Walton, Alex Stieda et Norm Alvis.

### Années 1990: la jeunesse contre l'expérience
Les années 1990 voient le succès de jeunes coureurs relativement inexpérimentés au moment de leur victoire. Beaucoup de jeunes cyclistes profitent de ce critérium pour affronter des coureurs professionnels plus aguerris. L'un d'eux se nomme John McKinley, un américain qui s'impose lors de l'édition 1992, à 20 ans. Un coureur de 19 ans, nommé Jonas Carney remporte également l'épreuve en 1990.
En 1991, un autre jeune coureur gagne la course. Lance Armstrong, qui réalise son apparition au Grand Prix en tant que coureur amateur, distance son compagnon d'échappée Matt Eaton lors du dernier tour, pour s'imposer en solitaire.
La multiple médaillée mondiale et olympique Alison Sydor s'adjuge l'édition féminine en 1991. D'autres cyclistes canadiennes de bon niveau ont inscrit par la suite leur nom au palmarès de l'épreuve (Clara Hughes, Leslie Tomlinson, Sara Neil).
La course n'est pas disputée durant neuf ans, en raison de problèmes budgétaires.

### Des coureurs réputés attirent les spectateurs
L'évènement effectue son retour au calendrier en 2002, attirant 28 000 personnes dans les rues de Gastown. Avec une prime de 10 000 dollars pour le vainqueur, Mark McCormack s'adjuge cette édition, avec l'aide notamment de son équipier olympique canadien Svein Tuft. L'équipe Saturn, figurant alors parmi les meilleures formations américaines du moment, domine ainsi la course. Kim Davidge, également sous les couleurs de cette équipe, gagne l'édition féminine. En 2003, l'Allemande Ina-Yoko Teutenberg, l'une des têtes d'affiche du cyclisme féminin, remporte l'épreuve. Gordon Fraser, âgé de 35 ans, triomphe quant à lui sur l'épreuve masculine, qui comprenait 1937 coureurs au départ.
Le coureur Jonas Carney, membre de l'équipe nationale américaine de cyclisme sur piste pour les Jeux olympiques de 2000, revient pour disputer le Gastown Grand Prix en 2004, qu'il gagne pour la deuxième fois, 17 ans après son premier sur l'épreuve en 1990. Manon Jutras, membre de l'équipe olympique canadienne en 1994, ressort victorieuse de la compétition féminine.
D'autres faits saillants interviennent au milieu des années 2000, comme la venue de l'équipe continentale Symmetrics. Cette formation se compose alors uniquement de coureur canadiens, comme Eric Wohlberg, Svein Tuft ou Andrew Pinfold. Le réputé coureur canadien Gordon Fraser s'adjuge les éditions 2003 et 2005. En 2006, la course attire plus de 40 000 spectateurs et offre une prime de 15 000 dollars au vainqueur. En 2005 également, la cycliste Gina Grain décroche son premier succès sur l'épreuve féminine. Deux autres victoires sur le critérium s'ajoutent à son palmarès, en 2006 et 2008. Lors de son dernier succès, Gina Grain se sert de la compétition comme préparation pour les Jeux olympiques, qui se déroulent deux semaines plus tard à Pékin. D'autres coureurs ont également prit part au grand prix afin de préparer les Jeux olympiques, comme Andrew Pinfold, lauréat de l'édition 2008, avec l'aide entre autres de son coéquipier olympique Svein Tuft.

### Réapparition de la course en 2012
L'évènement disparait une seconde fois en 2009, en raison de nouveau d'un manque de sponsors. Elle refait son apparition en 2012, grâce au sponsoring de Global Relay (en), une entreprise de services technologiques basée à Gastown.

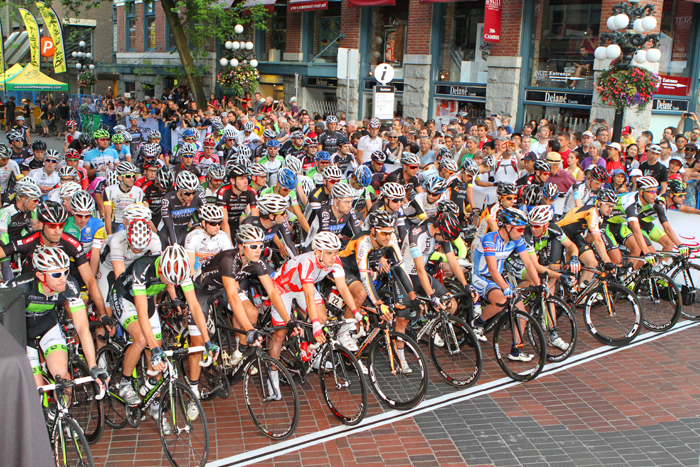
Ligne de départ du Gastown Grand Prix 2012 - Course Hommes
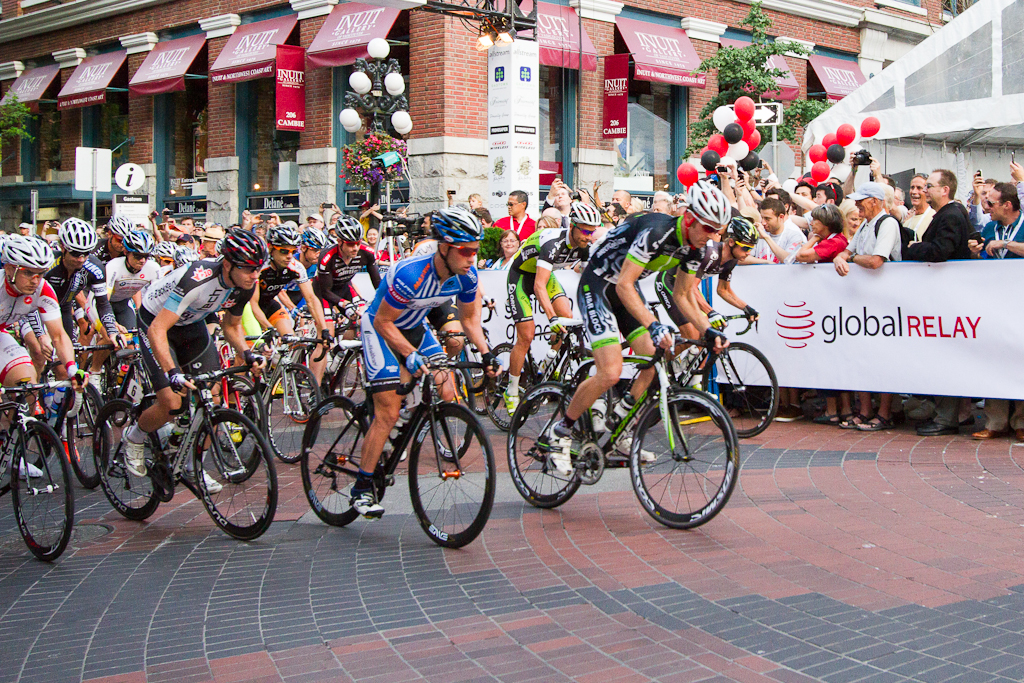
Départ de la course masculine - Gastown Grand Prix 2012
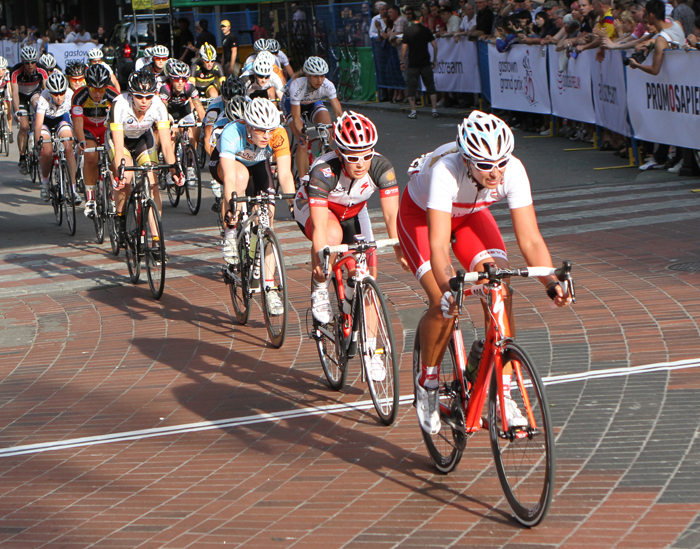
Ligne de départ du Gastown Grand Prix 2012 - Course Femmes
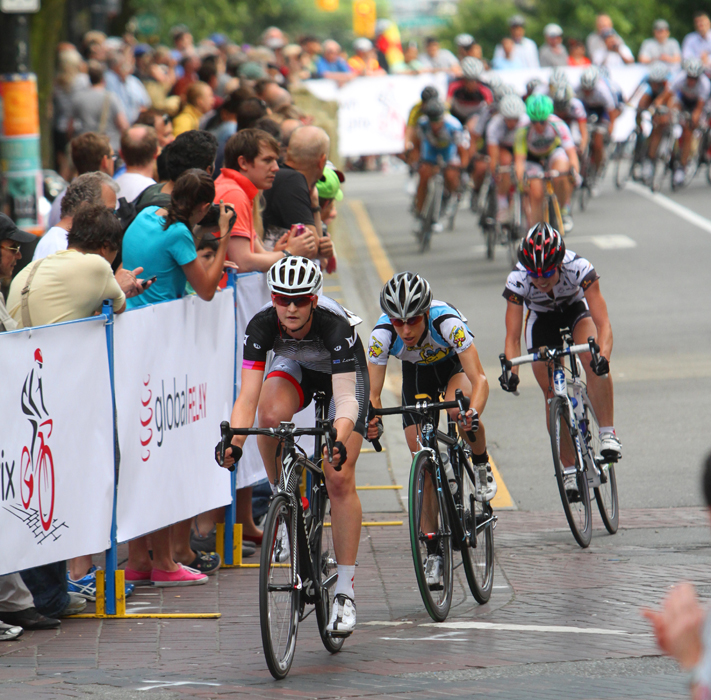
Des compétiteurs au Gastown Grand Prix 2012 - Course Femmes

## Palmarès

### Hommes
| Année     | Vainqueur        | Deuxième             | Troisième         |
| --------- | ---------------- | -------------------- | ----------------- |
| 1973      | Bill Wild        |                      | Max Grace         |
| 1974      | Max Grace        |                      |                   |
| 1975      | Brian Keast (en) |                      |                   |
| 1976      | Bill Wild        |                      |                   |
| 1977      | Lawrence Malone  |                      |                   |
| 1978      | Brian Keast (en) |                      |                   |
| 1979      | David Watkins    |                      |                   |
| 1980      | Alex Stieda      |                      |                   |
| 1981      | Ron Hayman (en)  |                      |                   |
| 1982      | Ron Hayman (en)  | Alex Stieda          | Bernie Willock    |
| 1983      | Ron Hayman (en)  |                      |                   |
| 1984      | Alex Stieda      |                      |                   |
| 1985      | Chris Carmichael |                      |                   |
| 1986      | Andy Paulin (en) |                      |                   |
| 1987      | Gary Anderson    |                      |                   |
| 1988      | Brian Walton     |                      |                   |
| 1989      | Norman Alvis     |                      |                   |
| 1990      | Jonas Carney     |                      |                   |
| 1991      | Lance Armstrong  | Matt Eaton           | Alex Stieda       |
| 1992      | John McKinley    |                      |                   |
| 1993      | Roberto Gaggioli |                      |                   |
| 1994-2001 | pas de course    | pas de course        | pas de course     |
| 2002      | Mark McCormack   | Svein Tuft           | Ross Hooker       |
| 2003      | Gordon Fraser    | Alex Candelario      | Jeffrey Hopkins   |
| 2004      | Jonas Carney     | Tyler Farrar         | Marty Nothstein   |
| 2005      | Gordon Fraser    | Jeffrey Hopkins      | Vassili Davidenko |
| 2006      | Hilton Clarke    | Bradley Fairall      | Kirk O'Bee        |
| 2007      | Kirk O'Bee       | Oleg Grishkine       | Svein Tuft        |
| 2008      | Andrew Pinfold   | Hilton Clarke        | Zachary Bell      |
| 2009-2011 | pas de course    | pas de course        | pas de course     |
| 2012      | Ken Hanson       | Ryan Anderson        | Tommy Nankervis   |
| 2013      | Ken Hanson       | Eric Young           | Florenz Knauer    |
| 2014      | Luke Keough      | Ryan Anderson        | Ken Hanson        |
| 2015      | Ryan Roth        | Garrett McLeod       | Will Routley      |
| 2016      | Eric Young       | Charles Bradley Huff | Michael Rice      |
| 2017      | Eric Young       | Scott Law            | Tyler Magner      |
| 2018      | Eric Young       | Florenz Knauer       | Émile Jean        |
| 2019      | Regan Gough      | Émile Jean           | Marcel Franz      |
| 2020-2022 | Pas organisé     | Pas organisé         | Pas organisé      |
| 2023      | Riley Pickrell   | Cory Williams        | Tyler Magner      |
| 2024      | Tyler Stites     | Scott McGill         | Lucas Bourgoyne   |
| 2025      | Lucas Bourgoyne  | Cade Bickmore        | Luke Lamperti     |

### Femmes
| Année     | Vainqueur           | Deuxième             | Troisième             |
| --------- | ------------------- | -------------------- | --------------------- |
| 1979      | Dawne Deeley        |                      |                       |
| 1980      | pas de course       | pas de course        | pas de course         |
| 1981      | Verna Buhler        |                      |                       |
| 1982      | Verna Buhler        |                      |                       |
| 1983      | Verna Buhler        |                      |                       |
| 1984      | Doreen Smith        |                      |                       |
| 1985      | Peggy Maas          |                      |                       |
| 1986      | Becky Brindle       |                      |                       |
| 1987      | Elizabeth Jansen    |                      |                       |
| 1988      | Aine O'Hagen        |                      |                       |
| 1989      | pas de course       | pas de course        | pas de course         |
| 1990      | Sara Neil           |                      |                       |
| 1991      | Alison Sydor        |                      |                       |
| 1992      | Laura Charameda     |                      |                       |
| 1993      | Marianne Berglund   |                      |                       |
| 1994-2001 | pas de course       | pas de course        | pas de course         |
| 2002      | Kim Davidge         | Marny Prazsky        | Gina Grain            |
| 2003      | Ina-Yoko Teutenberg | Alison Sydor         | Andrea Hannos         |
| 2004      | Manon Jutras        | Sarah Uhl            | Sara Neil             |
| 2005      | Gina Grain          | Sarah Uhl            | Joëlle Numainville    |
| 2006      | Gina Grain          | Alexandra Wrubleski  | Alison Testroete (en) |
| 2007      | Erinne Willock      | Leah Goldstein       | Shelley Olds          |
| 2008      | Gina Grain          | Kelly Benjamin       | Ruth Corset           |
| 2009-2011 | pas de course       | pas de course        | pas de course         |
| 2012      | Loren Rowney        | Laura Van Gilder     | Nicky Wangsgard       |
| 2013      | Leah Kirchmann      | Gillian Carleton     | Robin Farina (en)     |
| 2014      | Leah Kirchmann      | Joanne Kiesanowski   | Samantha Schneider    |
| 2015      | Denise Ramsden      | Annie Foreman-Mackey | Shelley Olds          |
| 2016      | Tina Pic            | Kimberley Wells      | Kendelle Hodges       |
| 2017      | Kendall Ryan        | Sara Bergen          | Allison Beveridge     |
| 2018      | Kendall Ryan        | Sara Bergen          | Marie-Soleil Blais    |
| 2019      | Kendall Ryan        | Lily Williams        | Maggie Coles-Lyster   |
| 2020-2022 | Pas organisé        | Pas organisé         | Pas organisé          |
| 2023      | Kendall Ryan        | Alison Jackson       | Ivanie Blondin        |
| 2024      | Skylar Schneider    | Ngaire Barraclough   | Ivanie Blondin        |
| 2025      | Fiona Majendie      | Vanessa Montrichard  | Katelyn Walcroft      |